# Manuel Milà i Fontanals

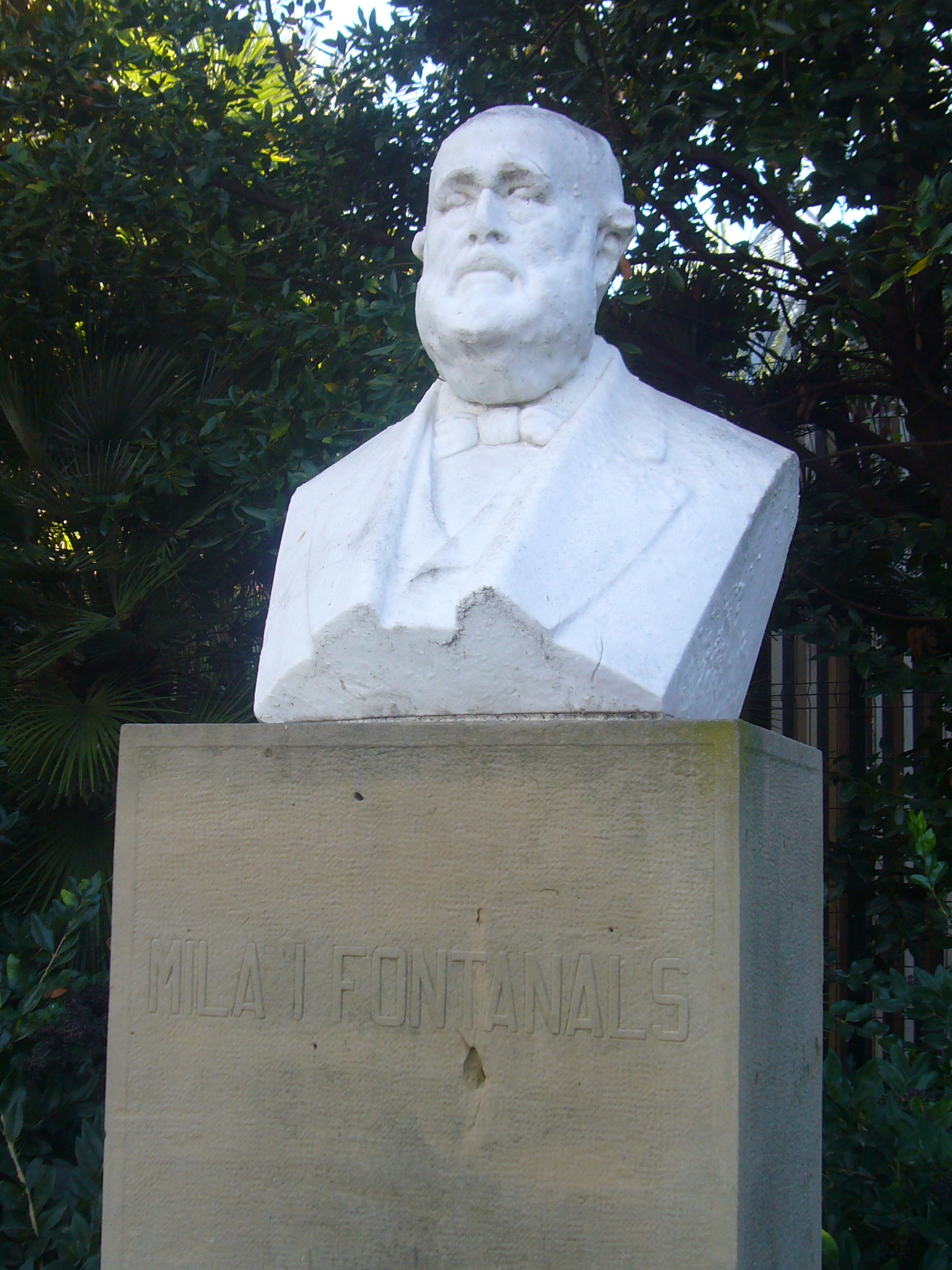
Manuel Milà i Fontanals.

Manuel Milà i Fontanals, född 4 maj 1818 i Vilafranca del Penedès nära Barcelona, död 16 juli 1884 i Barcelona, var en spansk (katalansk) filolog, folklorist och litteraturhistoriker. 
Milà utövade som estetiker och kritiker stort inflytande först i Katalonien, sedan i hela Spanien och åtnjöt stort anseende i Tyskland för sina filologiska arbeten med Friedrich Christian Diez som förebild. Han blev 1845 professor vid universitetet i Barcelona, där han utövade stort inflytande på sina lärjungar, bland vilka märks Marcelino Menéndez Pelayo. 
Sitt lärosystem framlade Milà i Príncipios de teoría estética y literaria. I Observaciones sobra la poesia popular (1853) med dess supplement Romancerillo catalán (1801, 1882), en samling "cantares", dokumenterade han sig som en av de första spanska folkloristerna. Han skrev även Los trovadores de España (1861), Resenya dels antichs poetas catalans (1865), De la poesía heroico-popular castellana (1874) och Oración inaugural, varmed han 1865 öppnade föreläsningarna i Barcelonauniversitetet och som ger en synoptisk tavla över hela den spanska litterära kulturen. 
Ett av Milàs sista arbeten är Romancero catalán (1882), "canciones" med musik. Av hans till ett femtiotal uppgående arbeten bör vidare nämnas Estudios literarios (1838), Compendio de arte poético (1844), Manual de historia antigua arreglada (1849), Príncipios de la literatura general y española (1874, 1888), Noticia de la vida y escritos de D. Prospero de Bofarull (1860), Resúmen historico de la poesia catalana desde sus primeros tiempos hasta la época de Ausias March (1864) och Revista de la literatura española contemporánea durante los años 1860–63 (1870). Obras completas, illustrerade, utgavs 1888 jämte biografi av Menéndez Pelayo.